# Ies Spreekmeester
Isidore Leonard (Ies) Spreekmeester (Amsterdam, 24 januari 1914 – Steenwijk, 14 juli 2000) was een Nederlandse illustrator, tekenaar en schrijver van kinderboeken.

## Carrière
Isidore kreeg als kind een jaar les op de Academie voor Schone Kunsten in Antwerpen en op zestienjarige leeftijd bezocht hij enkele jaren de avondschool van het Instituut voor Kunstnijverheidsonderwijs in Amsterdam.
Hij was vooral autodidact en leerde door zijn interesse in mensen een karakteristieke gedetailleerde stijl van tekenen. De nadruk van zijn werk ligt vooral op de amusante facetten van het menselijk bestaan.
Zijn grote liefde was Artis: hij bracht er dagen door met het bestuderen en tekenen van dieren en hun gedrag, en hier ontmoette hij ook de bekende bioloog Dr. Anton Frederik Johan (Frits) Portielje (1886-1965), inspecteur van Artis.
In 1938 tekende hij de illustraties voor de publicaties van het Comité Redding van Artis. In de oorlog dook hij met de valse naam Jan Galjé onder bij een gezin op de Veluwe, daar schreef hij enkele kinderboeken met eigen illustraties onder het pseudoniem Vadertje Brombeer. Deze werden na de oorlog uitgegeven.
Het kleurboek Het boek van de vier kleur-pot-lo-den (De Bezige Bij) werd in 1945 uitgegeven en had vooral in het buitenland een enorm succes (Oxford University met een oplage van 15000, ook voor Zwitserland en de Verenigde Staten werd het boekje gedrukt).
Na de oorlog tekende Spreekmeester voor De Waarheid, later voor Het Parool en hij kreeg een vaste betrekking bij Het Vrije Volk (1952 - 1970).
De grootste kracht van Spreekmeester was zijn veelzijdigheid: hij tekende in zwart-wit maar werkte ook met plakkaat- en aquarelverf in kleur. Tussen oktober 1970 en april 1992 verschenen in de Leeuwarder Courant wekelijks cursiefjes over het fictieve dorp Bokwerd, die door Spreekmeester, die sinds 1971 in Friesland woonde, van passende illustraties werden voorzien.
In de jaren 1973 t/m 1988 werden van deze strip meerdere bundels uitgegeven.
Na zijn overlijden is zijn werk door de erfgenamen in bewaring gegeven bij het Internationaal Instituut voor Sociale Geschiedenis.

## Oeuvre

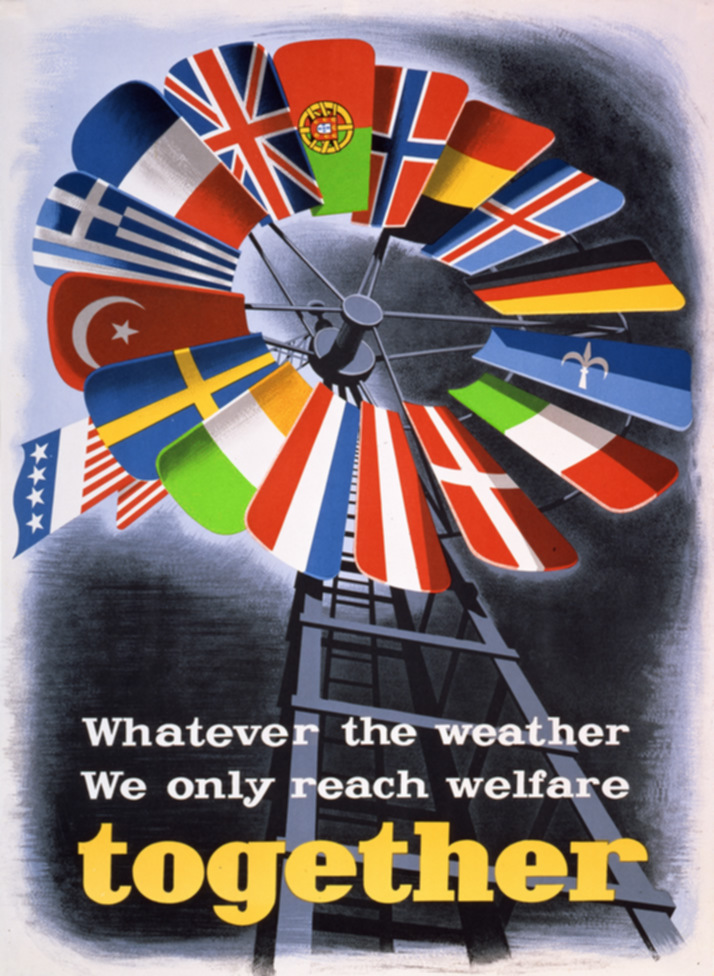
Marshallplanposter

### Illustraties
Spreekmeester werkte onder andere mee aan kinderboeken, Gouden Boekjes, tekeningen voor rechtbankverslagen, reclamewerk (zoals voor koekmaker Wieger Ketellapper), decorplaten voor het satirische VARA tv-programma Zo is het toevallig ook nog eens een keer, omslagen voor Proost Prikkels (het blad van papierfirma Proost en Brandt),
'Voor het Kind'-ansichtkaarten, een kalender voor het Veiligheidsinstituut (met een onhandige en gevaarlijke havenkraan), de Artis Gids in 1963 (bij het 125-jarig bestaan van de dierentuin, met een luiaard op de kaft) en kleurpotloden op de Bruynzeel-doosjes. Verder:
- Zes pentekeningen, Amsterdam, In de haven, Schreierstoren, Muntplein, Een gracht, Waterlooplein, Oude stad, in Friesland Heringa state / Popta slot te Marssum 1979.
- Illustraties Margriet Kookboek
- Bokwerd

### Kinderliteratuur
Onder pseudoniem Vadertje Brombeer:
- Het boek van de vier kleur-pot-lo-den, 1945
- Reinaard de Vos speelt voor huisbaas, 1946
- Waarom de slak zijn huisje altijd met zich meedraagt, 1946
- Het ijdele paardje, 1946
- Van de sneeuwman die niet smelten wilde, 1947
- Waarom de dieren bang voor de menschen zijn, 1947
- Hoe Kwaakmans de vos te slim af was, 1948
- Kwaakmans als garagebaas, 1948
- Kwaakmans gaat uit vissen, 1948
- Kwaakmans zoekt paddestoelen, 1948

Onder zijn eigen naam:
- Jan Paddestoel neemt vacantie, 1946
- De vier kleurpotloden gaan naar Artis, 1971
- De vier kleurpotloden maken zelf een kleuren-tévé, 1972
- De drukkerij van de vier kleurpotloden, 1972]

## Persoonlijk
Ies Spreekmeester werd als een van de vijf kinderen in een Joods gezin van Emanuël Spreekmeester en Rebecca Rodriques in Amsterdam geboren.
Toen vader werk kreeg als diamantslijper verhuisde het gezin naar Antwerpen, maar later keerden zij terug naar Amsterdam.
Op 8 mei 1935 huwde hij met Guurtje Dijkman (29 juni 1914 - ). Zij kregen vier kinderen: twee dochters en twee zonen.
Na zijn scheiding op 14 december 1956 trouwde hij in 1965 met Hendrika Hutink (1929-2014).

## Wetenswaardigheden
Spreekmeester tekende voor de brochure van het programma van de opening van de boekenweek in 1948, waarin het toneelstuk Jan Pietersz. Coen van J. Slauerhoff zou worden opgevoerd. De uitvoering werd echter verboden door de burgemeester in verband met gevoeligheden rond de politionele acties in Indonesië. De brochure is zeer gezocht bij verzamelaars.
- Biografisch Portaal: 63089560
- Digitale Bibliotheek voor de Nederlandse Letteren: spre012
- Gemeinsame Normdatei: 1234110334
- International Standard Name Identifier: 0000 0003 9135 3401
- Nederlandse Thesaurus van Auteursnamen: 069295549
- RKD-Nederlands Instituut voor Kunstgeschiedenis: 74421
- Virtual International Authority File: 285168168
- WorldCat: E39PBJcccFfDq6xX3qbvCKpdcP